# Belinka
Belinka je slovensko podjetje, ki proizvaja peroksidne spojine in belila za pralne praške, v širši javnosti pa je predvsem znano po svojih visokokakovostnih premazih za les. Najbolj znana izdelka Belinka sta Belton in Beltop. Od leta 2007 je Belinka član Helios Group.
Glavni proizvodno-prodajni program premazov za les predstavljajo:
- impregnacije in lazure za les z organskimi topili;
- impregnacije in lazure za les na vodni osnovi;
- posebni izdelki za zaščito lesa na vodni osnovi;
- kit za les;
- pokrivne barve na vodni osnovi;
- parketni laki z organskimi topili;
- parketni laki na vodni osnovi;
- zaščita lesa na vodni osnovi za profesionalne uporabnike.